# Пушка Бертје
Бертје је назив за породицу француских карабина и пушака репетирки са обртночепним затварачем, које су уведене у службу почетком 1890-их. Првобитно као коњички карабини које је конструисао Емил Бертје, а касније на бази карабина су направљене и стандардне пушке.
Пушке и карабине Бертје су углавном користиле француске колонијалне снаге, коњица и жандармерија. Произведено је преко 2 милиона комада.
Током Првог светског рата ова пушка се нашла и у наоружању Српске војске на Солунском фронту.

## Историја
Бертје настаје 1890. године као артиљеријски и коњички карабин под ознаком „Mousquetons Berthier” који су се знатно разликовали од пушке Lebel 1886. Овај карабин је дизајнирао Емил Бертје, инжињер у Алжирским железницама. Тај карабин је користио муницију 8мм Лебел као и пушка Лебелка. Карабини Бертје су 1890. и 1892. заменили застареле једнометне карабине „Gras 1874”. Карабинске верзија пушке Lebel 1886 се показала као неадекватна током испитивања због тежине и веома спорог пуњења док би војник био на коњу. Бертјеови карабини су користили магацине базиране на патенту Манлихера али са капацитетом од 3 метака. Предност карабина Бертје у односу на пушку Лебел је било доста брже пуњење иако је Лебелка имала капацитет 8 метака.
Након успешног увођења карабина, на њиховој основи настају и војничке пушке које су се користиле првенствено у Француским колонијама и од стране колонијалних трупа. Ове пушке су носиле ознаке „Mle 1902” и „Mle 1907”. Биле су лакше и једноставније за одржавање, а показало се и да су прикладније за употребу у џунглама у односу на пушку Лебелку.
На почетку Првог светског рата француска војска у Европи је била наоружана пушкама Lebel 1886 док су артиљерци, коњица и жандарми носили карабине Бертје. Трупе у колонијама су користиле карабине и пушке система Бертје.
Након што се показало да су пушке Lebel 1886 иако издржљиве и робусне ипак компликоване за пуњење па тако долази до настанка пушке која је носила ознаку „Fusil Mle 1907/15”. Произведено је 435.000 пушака М1907/15, а ову пушку је користила Легија странаца али и Српска војска, амерички и црначки добровољци који су се борили на француској страни као и Руске експедиционе снаге у Француској и на Солунском фронту.. Српска војска је након реорганизације на Крфу комплетно пренаоружана француском опремом, међу којом и пушкама Бертје. Укупно је из Француске добијено око 150.000 пушака М1907/15.
После рата француска војска је планирала замену муниције 8мм Лебел јер није била погодна за већи капацитет метака због оивичења при дну али ипак карабини и пушке Бертје остају у наоружању артиљераца, коњице, жандарма као и колонијалних трупа док француска армија и даље користи пушку Lebel 1886.
Након увођења у службу новог метка 7.5×54мм долази до преправљања пушака и карабине Бертје у тај калибар међутим само 80.000 комада је преправљено у нови калибар јер је 1936. у наоружање уведен пушка МАС-36.
Упркос новој пушци, француска армија током Другог светског рата је и даље користила Бертје. Карабини и пушке Бертје су коришћени током битке за Француску и битке за норвешку 1940.
Након Другог светског рата Бертје су углавном били повучени из употребе и остали су у резерви.
Карабини Бертје су ипак и даље остали у употреби од стране Легије странаца, прекоморских колонијалних јединица док су у наоружању француских полицијцских јединица ове пушке остале све до 1980-их.
Крајем 1940-их Турска својим шумарима даје на коришћење карабине Бертје који су заробљени током Првог светског рата, а касније су послужили шумарима за заштиту шума од крађе дрва.

## Модели и верзије
- La carabine de cavalerie-коњички карабин из 1890. Познат и као „Manlicher Berthier”. Тежак 2.7кг и са капацитетом од 3 метка.
- La carabine de cuirassiers Mle 1890- карабин намењен елитној коњици.
- Le mousqueton d’artillerie Mle 1892-карабин намењен артиљерцима.
- Le fusil Mle 1902 de tirailleur indochinois-пушка намењена колонијалним трупана у Индокини.
- Le fusil Mle 1907 de tirailleur sénégalais-пушка намењена сенегалским трупама.
- Le fusil Mle 1907/15-пушка капацитета 3 метака, коришћена и у Српској војсци, такође може користити бајонет пушке Лебел.
- Le fusil Mle 1907/15-M16 -пушка капацитета 5 метака.
- Lе Mousqueton Mle 1892 M 16 -карабин капацитета 5 метака.
- Le fusil 07/15 M 34-пушке из 1915. преиначене у калибар 7,5×54 мм. Капацитет магацина 5 метака.

## Корисници
- Француска
- Краљевина Србија
- Краљевина СХС - наслеђене од Србије, коришћене до почетка 1930их док целокупна војска није пренаоружана модернијим пушкама М1924.
- Алжир
- Краљевина Грчка
- Краљевина Румунија
- Руска Империја
- Друга шпанска република - купљене од Пољске.
- Турска - заробљене од Француске.
- Нацистичка Немачка - заробљене од Француске.
- Етиопија - купљене од Француске током 1920их.
- Пољска
- Персија - виђене у рукама устаника током персијске уставне револуције 1905.
- Уједињено Краљевство - мали број издат домовинској стражи након битке код Денкерка.
- Недићева Србија - добијене од Немаца током другог светског рата.